# 張文生

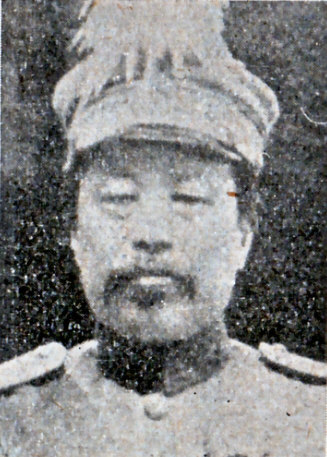

張文生（1867年—1937年）字星五，江蘇省徐州府沛县人，清末民初军事将领。

## 生平
清末，張文生历任長江江防营統領、徐州鎮总兵。1912年（民国元年），張文生為張勛部下之辮軍統領、徐州鎮守使、蘇皖豫魯四省剿匪督办。
1917年（民国6年），張文生隨著張勳襄助復辟。復辟失敗後，張文生投靠皖系的倪嗣沖，被任命为定武軍总統領官。1920年（民国9年），任安徽督軍。1922年（民国11年），被直系馬聯甲驱逐而下野。1922年获将军府授“定威将军”。
1937年（民国26年），張文生逝世。享年71岁。